# 施一公
施一公（1967年5月5日—），男，汉族，云南大姚人，出生于河南郑州，中国结构生物学家，分子生物物理学博士，中国科学院院士，美国人文与科学学院外籍院士，美国科学院外籍院士。教育部长江学者讲座教授，国家杰出青年科学基金获得者，“千人计划”首批国家特聘专家，清华大学教授，曾任清华大学生命科学学院院长、清华大学副校长，第十二届全国人大河南代表团代表，全国人大华侨委员会委员。现任西湖大学校长、中国科学技术协会副主席，第十三届全国政协委员。

## 生平
1967年5月5日，施一公出生于河南郑州，童年在驻马店长大。1985年毕业于河南省实验中学，并获中国高中数学联赛一等奖，保送至清华大学。
1985年9月至1989年7月，在清华大学生物科学与技术系学习，获得学士学位。
1989年8月至1990年，在郑州畜牧兽医专科学校工作。
1990年4月至7月初，在美国爱荷华州立大学学习，于赫伯特·弗洛姆教授的实验室进行轮转，跟随刘峰和董群夫妻两人做研究。
1990年9月至1995年4月，转学至美国约翰霍普金斯大学医学院继续学习，获得分子生物物理学博士。1995年5月至1995年12月，在约翰霍普金斯大学医学院做博士后研究。1996年1月至1998年2月，在纽约紀念斯隆-凱特琳癌症中心结构生物学实验室任博士后。
1998年2月至2001年，任普林斯顿大学分子生物学系助理教授。2001年至2003，普林斯顿大学分子生物学系，（终身）副教授。2003年7月至2008年，普林斯顿大学分子生物学系，（终身）教授。2007年至2008年，普林斯顿大学分子生物学系，Warner-Lambert/Parke-Davis教授。
2007年11月至2008年，任清华大学生物系教授，曾任生物系副主任、生命科学与医学研究院副院长。2009年1月至2009年6月，任清华大学生物系主任、理学院副院长。2009年6月至2009年9月，任清华大学生物系主任、理学院副院长、医学院常务副院长。2009年9月至2014年1月，任清华大学生命学院院长、医学院常务副院长。2014年1月至2014年11月，任清华大学生命学院院长、生命科学与医学研究院院长。2014年2月21日，欧美同学会·中国留学人员联谊会第七届理事会第一次会议召开，任第七届理事会副会长。2014年11月至2015年9月，清华大学校长助理。2014年12月至2015年12月，任北京卫生和计划生育委员会副主任。2015年9月，任清华大学副校长。
2016年4月，卸任清华大学生命科学学院院长。
2016年6月，当选中国科学技术协会副主席。
2016年12月，任浙江西湖高等研究院首任院长。
2018年1月，当选第十三届全国政协委员。
2018年4月，当选西湖大学首任校长。
2019年9月18日，浙江省欧美同学会在杭州上城區正式揭牌，施一公任首任会长。2021年1月22日，第八届欧美同学会（中国留学人员联谊会）第一次全国会员代表大会召开，大会选举其担任第八届理事会副会长。

## 奖项与荣誉
- 2010年3月，获得赛克勒国际生物物理学奖。[26]
- 2010年9月，获得第三届谈家桢生命科学成就奖。[27]
- 2013年4月，当选美国人文与科学学院院士和美国科学院院士（外籍）。[28]
- 2013年5月，当选欧洲分子生物学组织（EMBO）外籍会员。[29]
- 2013年9月，瑞典皇家科学院宣布授予他2014年度爱明诺夫奖，奖励他运用X-射线晶体学手段在细胞凋亡研究领域做出的突出贡献。本年度年只有施一公教授一人获奖，这也是该奖设立35年来，首次颁给中国科学家。2014年3月31日举行颁奖典礼。[30]
- 2013年12月，当选中国科学院生命科学和医学学部院士。[31]
- 2015年11月，获得第四届贝时璋奖。[32]
- 2016年10月，获得何梁何利基金“科学与技术成就奖”。[33][34]
- 2017年9月，获得2017年未来科学大奖生命科学奖，以“表彰他在解析真核信使RNA剪接体这一关键复合物的结构，揭示活性部位及分子层面机理的重大贡献”。[35]
- 2017年12月，入选“2017年度中国留学人员50人榜单”。[36]
- 2018年12月，入選“中国改革开放海归40年40人榜单”。[37]
- 2020年8月，获得陈嘉庚科学奖生命科学奖。[38]
- 2023年2月，获得第七届“联合国教科文组织——赤道几内亚国际生命科学研究奖”。因在解码酵母和人类剪接体的原子结构以及阐明前mRNA剪接的分子基础方面的开创性研究而受到表彰，其研究可帮助与剪接体相关遗传病的疗法设计。[39]

## 主要科研成果
- 主要运用结构生物学和生物化学的手段研究肿瘤发生和细胞凋亡的分子机制，集中于肿瘤抑制因子和细胞凋亡调节蛋白的结构和功能研究
- 与重大疾病相关膜蛋白的结构与功能的研究
- 细胞内生物大分子机器的结构与功能研究

2015年8月，施一公研究组在《科学》周刊同时在线发表了两篇背靠背研究长文，题目分别为‘3.6埃的酵母剪接体结构’和‘前体信使RNA剪接的结构基础’：第一篇文章报道了通过单颗粒冷冻电子显微技术（冷冻电镜）解析的酵母剪接体近原子分辨率的三维结构，后篇文章在此结构的基础上进行了详细分析，阐述了剪接体对前体信使RNA执行剪接的基本工作机理。这在世界上首次捕获了真核细胞剪接体复合物的高分辨率空间三维结构，阐述了剪接体对前体信使RNA执行剪接的基本工作机理。施一公称“这项成果的重要性超过我过去25年科学研究总和”。

## 思想观点

### 批判中国科研体制
2010年，施一公和好友饶毅（北京大学生命科学学院院长）在《科学》杂志上联合撰文，批判中国的科研经费分配体制和科研文化问题。他们指出，尽管中国研究经费近年来持续以20%的比例增长，但这种增长没有对中国科学研究应有的强大起到促进作用，现行的科研经费分配体制在某种程度上阻碍了中国创新能力的发展。他们认为，中国必须打破研究经费管理中的各种潜规则，建立健康的研究文化，一个简单但非常重要的起点是所有新的研究经费必须基于学术优劣分配，而不能依赖私人关系。

### 建议提高研究生补贴标准
2017年1月16日，在国务院总理李克强主持的《政府工作报告(征求意见稿)》第二场座谈会上，施一公作为教育科技界的代表发表讲话，建议中国“用国际化的条件吸引具有国际竞争力的顶尖人才，建立长期稳定支持优秀科学家的机制，关注博士后和研究生这些人才后备力量，提高研究生的补贴标准”。他的建议得到李克强的肯定和支持。

## 落选2011年院士事件
中科院在2011年的院士评选中，施一公和饶毅两个学界明星双双落选，引发了舆论对中科院的质疑。2011年12月9日，在新增院士名单出炉后数小时，饶毅便撰写了一篇标题为《解剖“逆淘汰”社会现象的一只麻雀》的4000余字博文，为施一公的落选鸣不平。饶毅认为，中科院在院士评选中，重视的不是学术水平、年龄、学术年资、在国内科学贡献大小，而是“在有些人面前低头排队时间的长短”。饶毅当时宣布不再参选院士。有媒体报道指，施一公落选的原因是国籍问题。对此，中科院回应称，施一公已恢复中国国籍，亦被列入有效候选人。
施一公在2013年院士评选中当选中科院院士。

## 家庭
施一公生于郑州，是家中四个孩子中最小的，他有两个姐姐和一个哥哥，父母取名“一公”就是要他長大後“一心为公”。受“走资派”爷爷施平的牵连和影响（施平被关押在監獄4年半），两岁半随父母家人下放到河南驻马店，曾居住在汝南县老君庙镇(当时称光明公社)闫寨大队小郭庄近三年时间，1972年其父工作调动到驻马店地区工业局導致全家又搬往20公里之外的驻马店镇并住了八年，之后又回到了郑州。

### 祖父母
- 施平（1911年11月1日—2024年6月29日）生于清朝云南大姚，毕业于浙江大学农学系。曾任北京农业大学党委书记、华东师范大学党委书记，上海市人大常委会副主任。2024年6月29日在上海逝世，享年112周岁241天。生前是健在的亚洲最年长男性和全球最年长的男性。[49]
- 杨琳，在浙江大学与施平相识相爱，当时是杭州学生革命活动的主要组织者之一，被国民政府判定是共产党员而被捕入狱，在生下儿子施怀琳18天后（1935年1月23日）就去世于杭州的监狱里。

### 父母
- 施怀琳（1935年1月5日—1987年9月21日）生于浙江杭州，幼时由亲戚朋友在云南抚养长大，新中国成立后才与生父第一次团聚，成长于江苏、上海等地，毕业于哈尔滨工业大学。1980年到郑州工业学院任教[50]。1987年9月21日，施一公的父亲施怀琳在郑州被疲劳驾驶的出租车撞倒。司机将其送到医院时，其生命体征仍正常，但是由于司机一时筹不齐500元急救押金，于四个半小时后在医院急救室去世，年仅52岁。此事对正读大三的施一公影响很大。[51]
- 姜小英（1934年—）江苏丹阳吕城镇人，后考入北京矿业学院。施、姜二人大学毕业后选择到条件比较艰苦的河南工作，任職於河南省电力工业局等单位。1990年她从郑州煤炭干部管理学院（今河南工程学院）退休，一直在鄭州生活[52]。

### 兄弟姐妹
- 施毅坚，美国密苏里州立大学航空工程博士，郑州大学教授，施一公哥哥
- 施玉芬，施一公大姐
- 施云楠，施一公二姐

### 夫人
- 赵仁滨（1968年11月—），黑龙江哈尔滨人，生物学家。1986年高考全市理科状元，在清华大学毕业之后来到美国普林斯顿大学攻读博士学位。1992年与施一公结婚，生有一对龙凤胎子女[53]。醫藥公司諾誠建華(香港聯交所代碼：09969)股東。

### 子女
- 儿子施清华（2005年—），系龙凤胎
- 女儿施慕华（2005年—），系龙凤胎